# Furie lierroise
Guerre de Quatre-Vingts Ans
Batailles
- Chronologie de la guerre de Quatre-Vingts Ans
- Valenciennes
- Austruweel
- Rheindalen
- Heiligerlee
- Jemmingen
- Jodoigne
- Brielle
- 1er Flessingue
- Malines
- Goes
- Mons
- Haarlem
- 2e Flessingue
- Borsele
- Zuiderzee
- Alkmaar
- Leyde
- Reimerswaal
- Mook
- Lillo
- Zierikzee
- 1er Anvers
- 1er Bréda
- Gembloux
- Rijmenam
- 1er Deventer
- Maastricht
- 2e Bréda
- Açores
- 2e Anvers
- 3e Anvers
- Boksum
- Zutphen
- 1er Berg-op-Zoom
- Gravelines
- 3e Bréda
- 2e Deventer
- Groningue
- Huy
- 1er Groenlo1
- 2e Groenlo
- Turnhout
- Nieuport
- Ostende
- L'Écluse
- 3e Groenlo
- Saint-Vincent
- Gibraltar
- Saint-Vincent (1621)
- 2e Berg-op-Zoom
- 4e Bréda
- 4e Groenlo
- Matanzas
- Bois-le-Duc
- Abrolhos
- Slaak
- Maastricht
- 5e Bréda
- Cabañas
- Calloo
- Les Downs
- Saint-Vincent (1641)
- Hulst
- Cavite

La furie lierroise est un épisode de la guerre de Quatre-Vingt Ans survenu le 14 octobre 1595, qui voit s'affronter à Lierre une armée des États généraux et certaines villes favorables aux troupes espagnoles

## Contexte
En 1580, la ville de Lierre rejoint l'Union d'Utrecht, mais est de nouveau gardée par une garnison espagnole après la surprise de Lierre du 2 août 1582. 
Toutefois, le siège de Cambrai (du 11 août au 7 octobre) a mobilisé une grande partie des garnisons espagnoles des villes flamandes, ce qui donne l'idée d'un hardi coup de main dans le chef des États généraux. 

## Déroulement
Le 14 octobre 1595, le gouverneur de Bréda, Charles de Héraugière, dirige une attaque surprise sur la ville de Lierre, afin d'en déloger les Espagnols. Il parvient à s'emparer de la ville, que ses hommes commencent immédiatement à piller.
Le gouverneur, Don Alonso de Luna y Cárcamo, se retranche avec quelques soldats et des bourgeois en armes. Entretemps, les bourgeois de Lierre, favorables aux Espagnols, sonnent l'alerte et demandent de l'aide aux villes voisines : les Espagnols envoient à leur secours deux ou trois cents soldats de la citadelle d’Anvers et, sans coordination, les milices de Malines et d’Anvers envoient respectivement 500 et 3 000 hommes. Grâce à leur aide, les Lierrois parviennent à libérer la position de Luna y Cárcamo, à mettre en déroute les troupes des États généraux, massacrant au passage 300 de leurs soldats.

## Conséquences
Cette victoire a un fort retentissement : les chefs de milices victorieux sont anoblis, leur position dans les magistratures municipales sont renforcées et l'image des bourgeois flamands des villes catholiques en général est restaurée aux yeux des Espagnols.

## Hommages

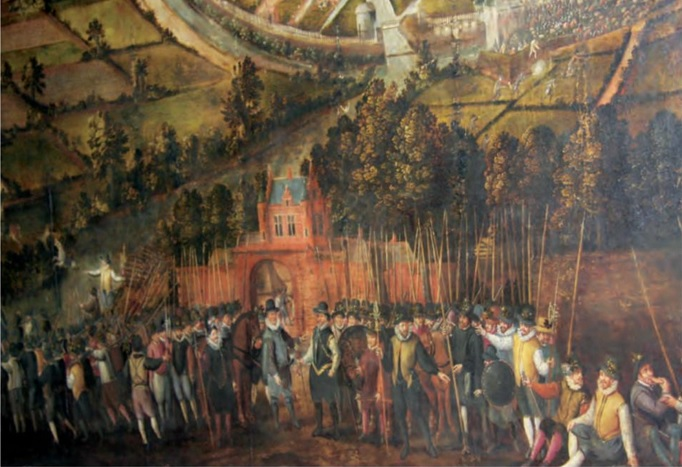
La milice de Malines au secours de Lierre en 1595, détail d'une peinture de Jan II Ghuens au Hof van Busleyden de Malines.

Pour commémorer la participation d'Anvers à l'expulsion des troupes des États généraux, la mairie d'Anvers fait distribuer des médailles d'or et d'argent, par Jacques Jonghelinck, aux chefs et aux citoyens les plus courageux ayant pris part aux combats. D'autres participants reçoivent une médaille de cuivre. Le conseil municipal de Malines achète un tableau représentant l'événement. Ce tableau est devenu un élément de fierté et un instrument de mémoire pour la ville de Malines.

### Sources
- Paul Arblaster, From Ghent to Aix: How They Brought the News in the Habsburg Netherlands, 1550-1700, Brill, 2014 (ISBN 9789004276840)
- (nl) G. J. Avontroodt, De furie of Lier, op den 14 october 1595 door den vyand verrast en door de burgers van Antwerpen en van Mechelen hernomen, Joseph van In, 1840
- Joseph de Beer, « La Médaille de la prise de Lierre (1595) gravée par Jacques Jonghelinck », Revue belge de numismatique et de sigillographie, no LXXXI,‎ 1929, p. 25–31
- (es) Guido Bentivoglio, Las guerras de Flandes desde la mverte del emperador Carlos V hasta la conclusion de la Tregua de doze años, Geronymo Verdussen, 1687
- (es) Antonio Carnero, Historia de las guerras civiles que ha avido en los estados de Flandes desdel ano 1559. hasta el de 1609, Juan de Meerbeque, 1625
- (es) Carlos Coloma, Las guerras de los Estados Baxos, Pedro y Juan Bellero, 1624
- Marianne Eekhout, Memory before Modernity: Practices of Memory in Early Modern Europe, Brill, 2013, 127–147 p. (ISBN 978-90-04-26124-2), « Celebrating a Trojan Horse. Memories of the Dutch Revolt in Breda, 1590–1650 »
- (nl) Marianne Eekhout, « Furies in beeld. Herinneringen aan gewelddadige innames van steden tijdens de Nederlandse Opstand op zeventiende-eeuwse schilderijen », De Zeventiende Eeuw, vol. 30, no 2,‎ 2014, p. 243–266
- Marc Mees, Le peintre et l'arpenteur: images de Bruxelles et de l'ancien duché de Brabant, Renaissance Du Livre, 2000, 82–83 p. (ISBN 9782804604042), « Ecole des Pays-Bas méridionaux (première moitié du XVIIe siècle) »
- Emanuel van Meteren, L'Histoire Des Pays-Bas d'Emanuel de Meteren, Hillebrand Jacobsz Wou, 1618
- Olaf van Nimwegen, The Dutch Army and the Military Revolutions, 1588-1688, Boydell & Brewer, 2010 (ISBN 9781843835752)
- Geoffrey Parker, Spain and the Netherlands, 1559-1659: Ten Studies, Enslow Publishers, 1979 (ISBN 9780894900297)
- Otto von Reinsberg, Traditions et légendes de la Belgique, vol. 2, F. Claassen, 1870
- José Javier Ruiz Ibáñez, « Se mobiliser pour le roi à la fin du XVIe siècle dans les villes des Pays-Bas catholiques », sur OpenEdition Books, 2015 (consulté le 22 mai 2022)
- (nl) C. P. Serrure, Vaderlandsch museum voor Nederduitsche letterkunde, oudheid en geschiedenis, vol. 4, H. Hoste, 1861